# Willem Bouman

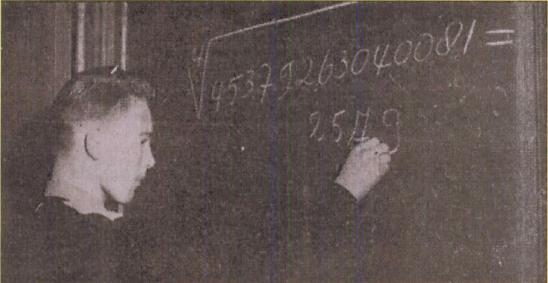
Als 15-jarige geeft Willem Bouman hoofdrekenles op de HBS

A.W.A.P. (Willem) Bouman (Amsterdam, 19 september 1939) is een Nederlands rekenwonder. Hij heeft vijf wereldrecords op zijn naam en ontving in Dresden de prijs voor uitmuntendheid in de Mental Calculation World Cup 2014. Deze prijs kreeg hij omdat hij als enige het getal 278.353.657 tot drie niet opeenvolgende priemgetallen kon factoriseren, nadat Zacharias Dase dat in 1854 had berekend. Hiermee verwierf hij de bijnaam the King of Primes. 
In 2006 deed hij voor het eerst mee met het wereldkampioenschap hoofdrekenen, en in 2009 werd hij derde in Londen. De Duitser Mittring werd eerste, en dit was de persoon die Bouman overhaalde om mee te doen aan de wereldkampioenschappen.
Bouman adviseerde minister van OC&W Marja van Bijsterveldt om net als in Duitsland een hogere rekenschool te openen.

## Loopbaan
Bouman werkte oorspronkelijk voor Michelin als verkoper van autobanden. Hij doorliep de HBS, waar hij slecht in wiskunde was.

## Boek
Op het WK hoofdrekenen in 2012 in Duitsland adviseerde Doctor Huke om zijn kennis op te schrijven, wat resulteerde in het boek De Kunst van het Hoofdrekenen.